# Ocyptamus plutonia
Ocyptamus plutonia är en tvåvingeart som först beskrevs av Hull 1948.  Ocyptamus plutonia ingår i släktet Ocyptamus och familjen blomflugor.
Artens utbredningsområde är Bolivia. Inga underarter finns listade i Catalogue of Life.